# Rączka lustra greckiego (Muzeum Narodowe w Warszawie)

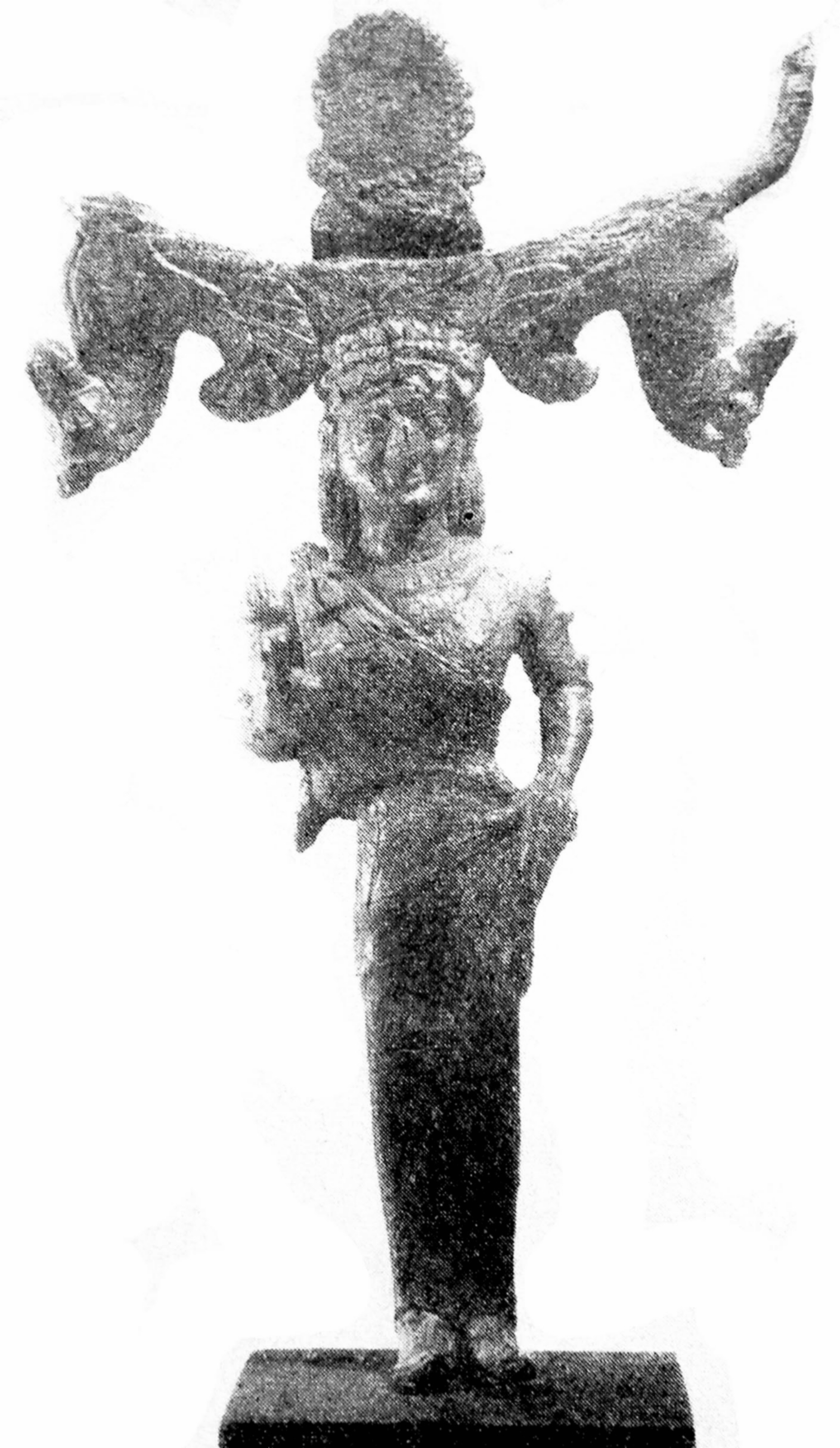
Uchwyt lustra z figurką Afrodyty

Rączka lustra greckiego – fragment starożytnego lustra greckiego, pochodzący ze zbiorów Muzeum Narodowego w Warszawie.
Rączka stanowi fragment lustra z brązu, jakie w starożytnej Grecji wytwarzano od połowy VI do końca V wieku p.n.e. Oprócz funkcji użytkowej spełniały one także funkcję zdobniczą poprzez urozmaicanie wystroju wnętrza. Zwykle składały się z czterech głównych części: podstawy, rączki, uchwytu lustra i z samego lustra. 
Egzemplarz ze zbiorów warszawskiego muzeum (nr inw. 198308 MNW) ma wysokość 23 cm i wykazuje znaczną wartość artystyczną. Pełny w odlewie, cyzelowany uchwyt stanowi figurka bogini Afrodyty. Bóstwo odziane jest w przylegający do ciała chiton joński o półokrągłym dekolcie, z rękawami po łokcie, spięte guzami. Do torsu przylega krótki himation spięty fibulą, na nogach postaci widoczne są sznurowane buty z zadartymi czubkami. Afrodyta lewą ręką przytrzymuje szaty, a w prawej dzierży kwiat lotosu – jej symbol. Duża głowa bogini z kręconymi włosami opadającymi za uszami na plecy, na czole opasana jest sznurem pereł. Na krągłej twarzy o niskim czole i szeroko rozstawionych migdałowych oczach, zaznaczony jest lekki uśmiech. Podpora lustra nad głową bogini obustronnie zakończona jest protomami pegazów, a z tyłu zwieńczona palmetą. 
Wszystkie te cechy są charakterystyczne dla wyrobów plastycznych ze wschodniej części basenu śródziemnomorskiego (Jonii) w okresie późnego archaizmu. Możliwe jest pochodzenie tej plastyki z ośrodka artystycznego na Samos.